# Trix (noyau)
Pour les articles homonymes, voir Trix.
Trix est un ancien noyau de système d'exploitation de type UNIX développé à la fin des années 1970 au laboratoire d'intelligence artificielle et d'informatique du MIT par le professeur Steve Ward et son équipe.
TRIX est ensuite distribué sous la forme d'un logiciel libre comme il était d'usage dans le milieu hacker.

## Tentative d'implémentation par le projet GNU
Richard Stallman évoque TRIX à plusieurs reprises, comme la première tentative d'implémentation d'un noyau pour le système GNU.